# Casa Azul
Casa Azul är en ort i Mexiko.   Den ligger i kommunen Guaymas och delstaten Sonora, i den nordvästra delen av landet, 1 500 km nordväst om huvudstaden Mexico City. Casa Azul ligger 15 meter över havet och antalet invånare är 131.
Terrängen runt Casa Azul är platt åt sydväst, men åt nordost är den kuperad. Runt Casa Azul är det glesbefolkat, med 12 invånare per kvadratkilometer. Närmaste större samhälle är Vicam, 3,7 km nordväst om Casa Azul. Trakten runt Casa Azul består till största delen av jordbruksmark.